# Eria calcarea
Eria calcarea là một loài thực vật có hoa trong họ Lan. Loài này được V.N.Long & Aver. mô tả khoa học đầu tiên năm 2002.